# Кольпоскопія

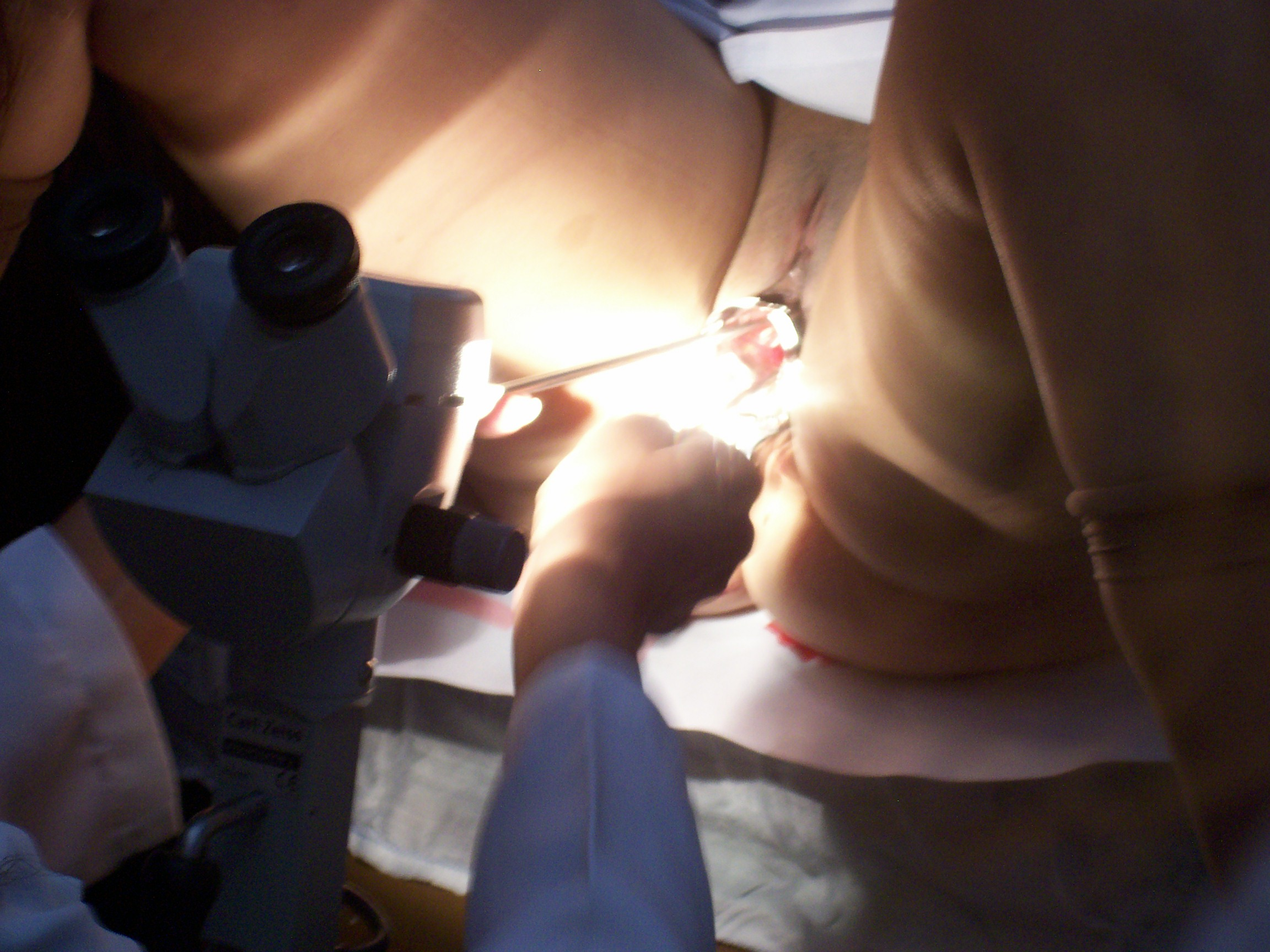
Процес кольпоскопії

Кольпоскопі́я (лат. colposcopia від грец. κόλπος — «вагіна» та σκοπώ — «оглядаю», «обстежую») — практика гінекологічного огляду вагіни та шийки матки за допомогою кольпоскопа з метою виявлення аномальних клітин (РШМ). Виконується за допомогою кольпоскопа, який забезпечує збільшене та освітлене зображення ділянок, дозволяючи візуально відрізнити нормальні тканини від аномальних і за необхідності взяти спрямовану біопсію для подальших досліджень. 

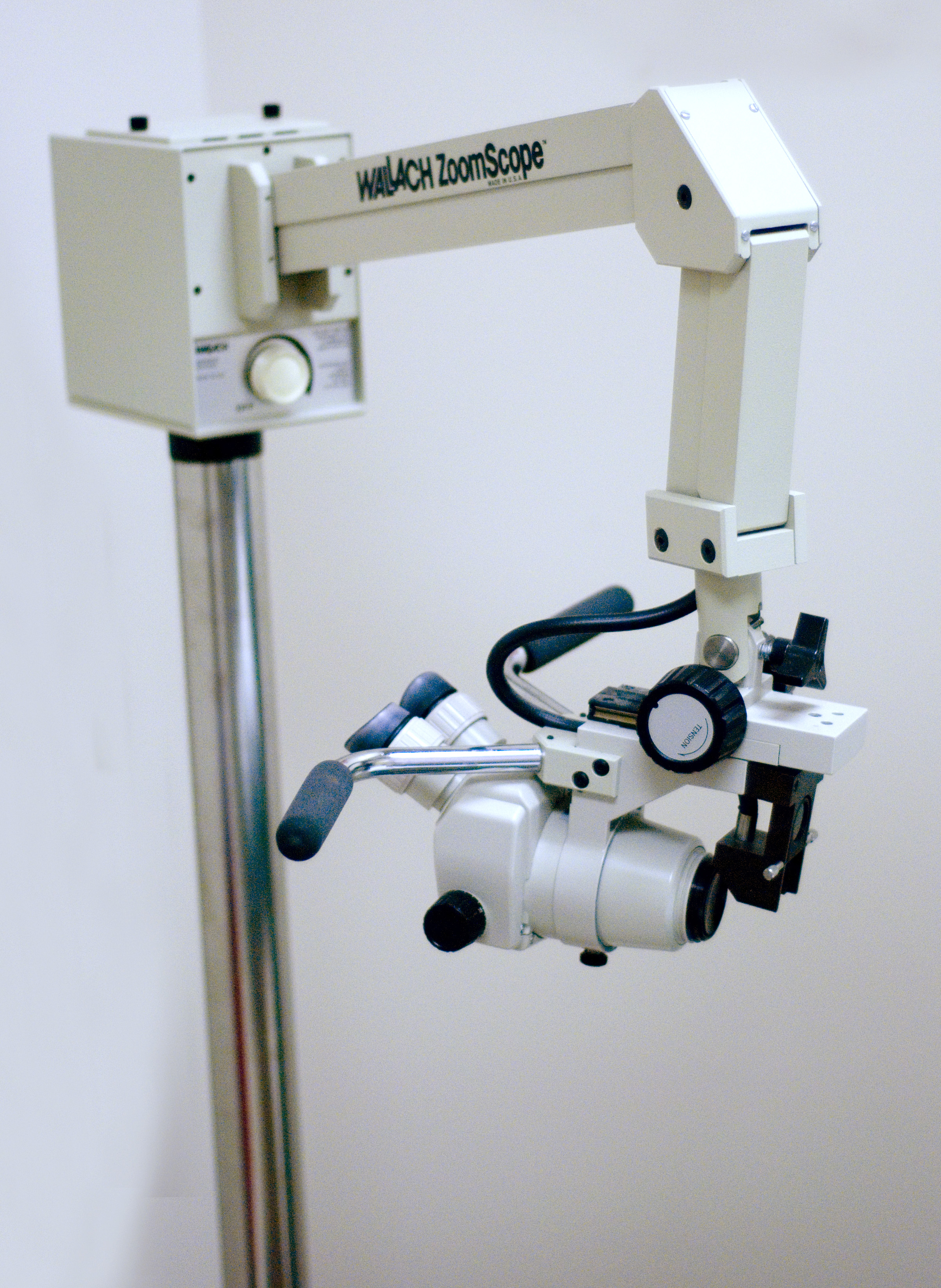
Кольпоскоп

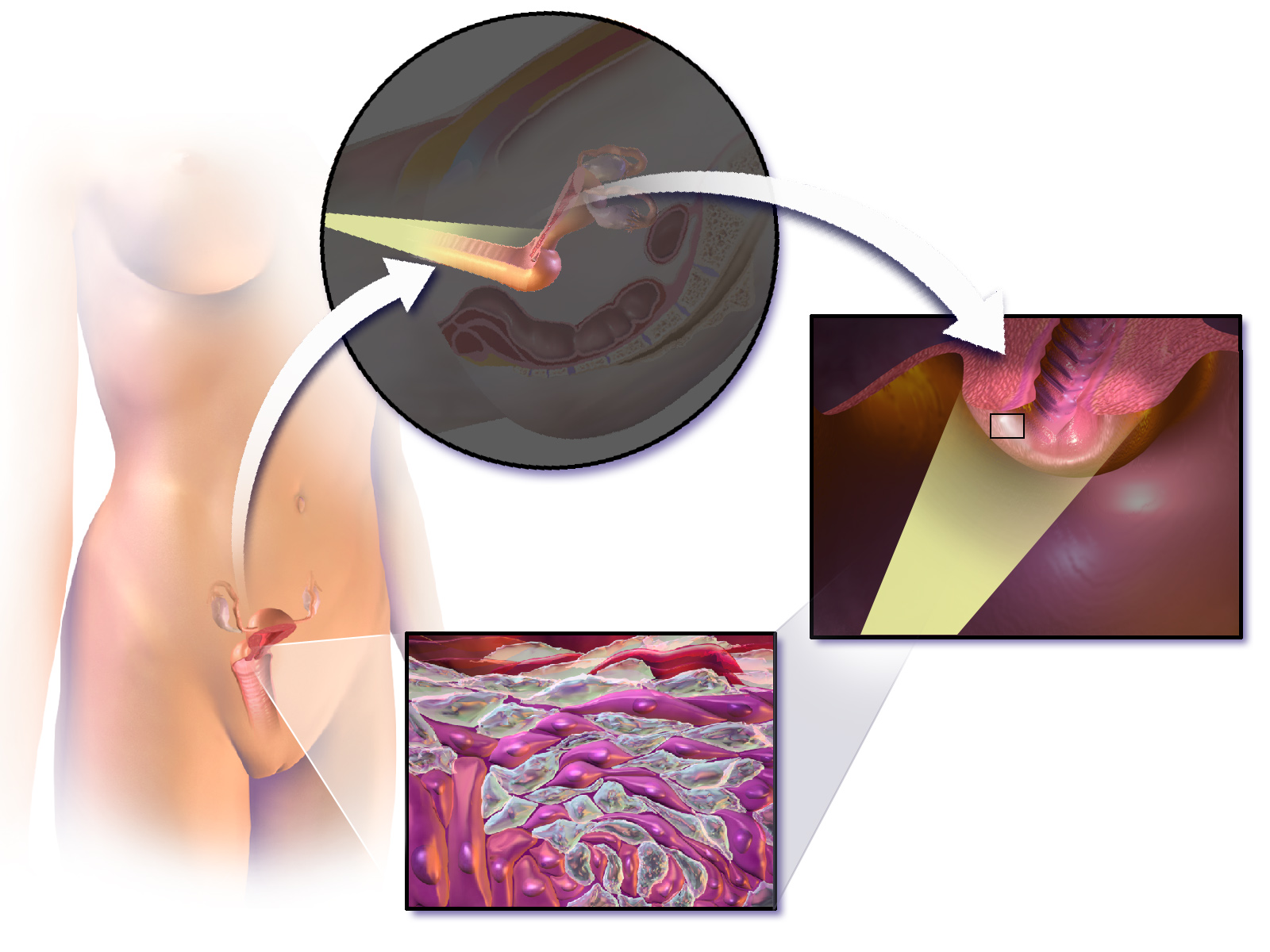
Процедура кольпоскопії з забором матеріалу

Основною метою кольпоскопії є профілактика раку шийки матки шляхом раннього виявлення та лікування передракових утворень. Вірус папіломи людини (ВПЛ) є поширеною інфекцією та основною причиною більшості видів раку шийки матки. Куріння також підвищує ймовірність розвитку аномалій шийки матки. Інші покази до кольпоскопії включають оцінку внутрішньоутробного впливу діетилстильбестролу (DES), імуносупресію, аномальний вигляд шийки матки або як частину судово-медичної експертизи сексуального насильства. 
Процедуру розробив німецький лікар Ганс Хінзельманн за підтримки Едуарда Віртса. Розвиток кольпоскопії відбувався під час експериментів на єврейських в’язнях Освенцима.

## Основні завдання
Перед процедурою необхідно подати запит на оніміння.
- Виявлення вогнища ураження
- Аналіз загального стану слизової оболонки шийки матки та вагіни
- Диференціація доброякісних новоутворень від злоякісних
- Взяття мазка та біопсії для подальшої діагностики